# Smolne (Wierzchocina)
Smolne (dodatkowa nazwa w j. kaszub. Smòlné) – część wsi Wierzchocina w Polsce, położona w województwie pomorskim, w powiecie bytowskim, w gminie Lipnica, na Równinie Charzykowskiej, w regionie Kaszub zwanym Gochami  w kompleksie leśnym Borów Tucholskich. Smolne jest częścią składową sołectwa Borowy Młyn.
W latach 1975–1998 Smolne należało administracyjnie do województwa słupskiego.